# Иван Гавалюгов (Старчища)
 Тази статия е за кмета на Неврокоп.  За кмета на Ботевград вижте Иван Гавалюгов.  
Иван Гавалюгов е български възрожденски общественик и политик, кмет на Неврокоп и участник в църковно-националните борби на българите в Източна Македония.

## Биография
Гавалюгов е роден в неврокопското село Старчища, тогава в Османската империя. Става един от водачите на българската църковна борба в родното си село. В 1899 година заедно с още осем български първенци е затворен в Серския затвор по обвинение в убийството на гъркоманския свещеник Иван Темелиев. След като Старчища попада в Гърция след Междусъюзническата война, се изселва в Свободна България и се установява в Неврокоп. На 20 септември 1916 година Иван Гавалюгов поема ръководството на Неврокопската община.